# Jakob Presečnik
Jakob Presečnik (ur. 23 lipca 1948 w m. Lenart pri Gornjem Gradu) – słoweński polityk, inżynier i samorządowiec, w latach 2000–2004 minister transportu, od stycznia do lutego 2013 p.o. przewodniczącego Zgromadzenia Państwowego.

## Życiorys
W 1974 ukończył studia z inżynierii lądowej na wydziale architektury, inżynierii lądowej i geodezji Uniwersytetu Lublańskiego. Następnie pracował jako projektant i kierownik działu w przedsiębiorstwie budowlanym Vegrad w miejscowości Velenje, zasiadał też w tamtejszej radzie pracowniczej. W 1990 został inżynierem odpowiedzialnym za przeciwdziałanie powodziom w gminie Mozirje oraz miejscowym radnym. Od 1994 do 1998 zajmował stanowisko burmistrza tej gminy.
Związał się ze Słoweńską Partią Ludową. Z jej ramienia w 1996 uzyskał mandat posła do Zgromadzenia Państwowego. Ponownie wybierano go w 2000, 2004, 2008 i 2011, od 2004 do 2011 kierował frakcją parlamentarną partii. W latach 2000–2004 zajmował stanowisko ministra transportu w rządach Janeza Drnovška i Antona Ropa, zakończył pełnienie tej funkcji w kwietniu 2004 po wyjściu SLS z koalicji rządowej. Od 2005 do 2014 reprezentował Słowenię w Zgromadzeniu Parlamentarnym Rady Europy. W 2011 wybrano go zastępcą przewodniczącego słoweńskiego parlamentu. Po dymisji Gregora Viranta tymczasowo wykonywał obowiązki przewodniczącego Zgromadzenia Państwowego (od 28 stycznia do 27 lutego 2013, kiedy to zastąpił go Janko Veber). W parlamencie zasiadał do 2014.